# Sport

Das Glasmosaik Sport von Eduard Bargheer aus dem Jahr 1962/1963 steht heute neben dem Südeingang der Heinz-von-Heiden-Arena in Hannover.

Sport umfasst zielgerichtete körperliche oder geistige Aktivitäten, bei denen intensive körperliche Anstrengung oder den Körper fordernde Konzentration beziehungsweise mentale Anstrengung erforderlich ist. Zielgerichtet bedeutet hier sich mit anderen allein oder als Mannschaft zu messen oder die eigene Leistung zu verbessern.

## Etymologie
Das Wort selbst wurde im 19. Jahrhundert vom englischen sport entlehnt, welches durch Prokope aus disport entstand und aus dem Altfranzösischen entlehnt ist. In Frankreich hatte es die Bedeutung „sich entspannen, ergötzen“ (französisch se desporter), aus dem „Sport“ wurden ähnlich klingende Variationen (englisch sports, italienisch diporto, portugiesisch eporto, spanisch deporte) entwickelt. Diese neolatinischen Sprachvarianten gehen zurück auf „wegtragen, die Aufmerksamkeit woanders hinlenken“ (lateinisch disportare).
Ins Deutsche wurde das Wort „Sport“ dann durch Fürst Pückler eingeführt. Der Begriff Sport wurde 1887 erstmals im Duden erwähnt.
Das Nomen Agentis ist der einen Sport ausübende Sportler.

## Definitionen
„Seit Beginn des 20. Jahrhunderts hat sich Sport zu einem umgangssprachlichen, weltweit gebrauchten Begriff entwickelt. Eine präzise oder gar eindeutige begriffliche Abgrenzung lässt sich deshalb nicht vornehmen. Was im Allgemeinen unter Sport verstanden wird, ist weniger eine Frage wissenschaftlicher Dimensionsanalysen, sondern wird weit mehr vom alltagstheoretischen Gebrauch sowie von den historisch gewachsenen und tradierten Einbindungen in soziale, ökonomische, politische und rechtliche Gegebenheiten bestimmt. Darüber hinaus verändert, erweitert und differenziert das faktische Geschehen des Sporttreibens selbst das Begriffsverständnis von Sport.“

Dieses Zitat verdeutlicht, dass die hinter dem Begriff Sport liegenden Bedeutungszuweisungen ganz wesentlich durch den umgangssprachlichen Gebrauch und den Kontext geprägt sind, in dem der Begriff Sport verwendet wird. Für den Deutschen Olympischen Sportbund (DOSB) steht beispielsweise die (körperliche) motorische Aktivität im Vordergrund. Denkspiele, die Dressur von Tieren sowie Motorsport ohne Einbeziehung solcher motorischer Aktivitäten entsprechen daher nicht dem Sportverständnis des DOSB. Dennoch hat der DOSB Schach als Sportart anerkannt; das Internationale Olympische Komitee (IOC) sogar Schach und Bridge.
Außerdem hat diese Bedeutungsfacette auch historische Gründe. Als sich Sport als neues Phänomen im deutschen Sprachraum seit Ende des 19. Jahrhunderts mehr und mehr verbreitete, stieß er auf das Phänomen Turnen und der von Friedrich Ludwig Jahn begründeten „Leibes- bzw. Körpererziehung“. Damit standen sich zwei sehr unterschiedliche Konzepte von Körper- und Bewegungskultur antithetisch gegenüber. Gerade der Begriff Sport stand für die stärkere Betonung des Wettbewerbsgedankens und für die Austragung standardisierter, messbarer und oft auch inszenierter Wettbewerbssituationen. Heute umfasst der Begriff Sport als Überbegriff auch Konzepte, die damals eher unter dem Begriff Turnen zusammengefasst wurden. Sport kann daher sowohl als „Körperkultur“, als auch als „Wettbewerbs- oder Wettkampfkultur“ verstanden werden. Je nach Auffassung umfasst der Begriff Sport in aller Regel sowohl Phänomene, die beide Aspekte erfüllen wie solche, die entweder überwiegend den motorischen Körper-Bewegungsaspekt betreffen (z. B. Krafttraining, privater Frühsport oder Trimm-dich-Bewegung) oder überwiegend den Wettkampf-Aspekt (Schach, Motorsport, Bodybuilding-Wettbewerbe).
Für die Geschichte der „Körperkultur“ und des „Sports“ ist bedeutend, dass diese ursprünglich als Spiel angesehen wurden, losgelöst (lat. disportare) von der Erwerbstätigkeit oder irgendwelchen feindseligen, kriegerischen Auseinandersetzungen. Außerdem musste sich der Sport von religiösen Vorbehalten befreien, wie sie gegenüber dem Glücksspiel bestanden und konnte sich ähnlich wie Tanz und Theater zunächst nur im Hofstaat entfalten (Jagd, Turnier).

### Moderner Sport
Seit der Definition des modernen Sports von Allen Guttmann (1978) ist dieser Begriff des „modernen Sports“ umstritten, da die von Guttmann angeführten sieben Elemente (Weltlichkeit, Chancengleichheit, Rollenspezialisierung, Rationalisierung, Bürokratisierung, Quantifizierung, Suche nach Rekorden) auch bereits in früherer Zeit einzelne Sportarten charakterisierten. So zeigten u. a. Krüger & McClelland (1984), Carter & Krüger (1990), Szymanski (2008), Arnd Krüger (2008), McClelland (2012) und Behringer (2012), dass das moderne Denken in Gesellschaften und Sport wesentlich früher einsetzte und damit auch zumindest einzelne Sportarten von diesem Denken durchdrungen waren. Nach diesen Autoren sind die Elemente Guttmanns Eigenschaften eines jeden Sports, der diesen von allgemeinen Bewegungsformen unterscheidet.

## Sport als Bewegungskultur
Man unterscheidet im Wesentlichen Breitensport und Leistungssport, außerdem freizeitlichen Amateursport und arbeitsweltlichen Profisport. Zudem gibt es die in der jüngeren Vergangenheit entstandenen Kategorien Extremsport und Funsport, die sich von traditionellen Sportarten teilweise deutlich unterscheiden. Sport kann als Mannschaftssport (zum Beispiel Ballsportarten) oder als Individualsport betrieben werden.
Sport wird in unterschiedlichen gesellschaftlichen Kontexten ausgeübt und bildet einen wesentlichen Teil der Freizeitgestaltung und performativen Unterhaltungskultur. Neben den traditionellen Sportvereinen und dem Schulsport treten im Bereich des Breitensports seit den 1980er-Jahren vermehrt auch kommerzielle Fitnessstudios und Sportcenter in Erscheinung. Darüber hinaus wird auch jenseits dieser Strukturen im privaten Umfeld Sport getrieben, entweder allein oder im Kreis der Familie bzw. von Freunden (Beispiele: Jogging, Lauftreff). Dieser wird als informeller Sport bezeichnet und umfasst beispielsweise das Fußball- und Basketballspielen auf öffentlichen Plätzen, in Stadtparks, auf Bolzplätzen oder Hinterhöfen. Kennzeichnend für den informellen Sport ist, dass dieser von den Akteuren selbst organisiert und reguliert wird. Im Bereich des Leistungssports sind die Strukturen wesentlich komplexer; deshalb sei an dieser Stelle nur auf die entsprechenden Artikel verwiesen. Mit zunehmender Integration der Menschen mit einer Behinderung entwickeln sich in jüngster Zeit immer mehr Behindertensportarten, die oft auch auf Leistungssportniveau betrieben werden. Als Beispiel hierfür dienen die Paralympischen Spiele, welche erstmals im Jahr 1976 in Schweden stattfanden.
Konnte in Meyers Konversations-Lexikon von 1888 noch gesagt werden: „Als ein wesentliches Merkmal des Sports ist endlich anzuführen, dass  dessen Ausübung nicht um des Gelderwerbs wegen geschieht“ (Bd. 15, S. 176), so kann dies heute wegen des professionellen Sports nicht mehr als Merkmal angesehen werden. Darüber hinaus sind die kommerziellen Interessen mächtiger Dritter (z. B. Großkonzerne als Sponsoren, Förderer oder Mäzene) nicht zu unterschätzen, die sich einen Imagetransfer von Sportarten oder Sportlern auf ihr Unternehmen erhoffen. Das ist die interne Differenz des Sports als Spektakel und Körperkult. Darüber hinaus ist auch der Breitensport etwa durch Sportausrüstung und Sportbekleidung erheblich mit wirtschaftlichen Interessen verbunden.

### Gesundheitsaspekte
Die WHO definiert Gesundheit als „Zustand völligen körperlichen, seelischen und sozialen Wohlbefindens“. Diese ermöglichen es, drei elementaren Krankheitsfaktoren entgegenzuwirken: Bewegungsmangel, Stress und sozialer Isolation.
Um gesund zu bleiben, gilt es, dem Körper, seinem Bewegungsapparat, seinen Organen, dem Immunsystem und der Psyche Reserven zu geben. Dabei kommt sportlicher Betätigung eine Schlüsselrolle zu. Die Erweiterung der Belastungsbereiche bezeichnet man als Fitness. Wichtig für die Fitness ist das differenziert zu betrachtende Superkompensationsprinzip. Auf einen körperlichen Belastungsreiz erfolgt eine Adaption des Organismus und seiner Systeme.
Bewegungstraining verbessert die organische Kapazität sowie Systeme der Psychoregulation und findet häufig in Gruppen statt, schafft also soziale Anknüpfungspunkte.
Obgleich der Nutzen körperlichen Trainings für Herz und Kreislauf wissenschaftlich unbestritten ist, treiben 45 Prozent der deutschen Erwachsenen gar keinen Sport und nur jeder Achte erreicht die derzeitigen Empfehlungen für ausreichende körperliche Aktivität. Eine neue Studie zeigt den hohen gesundheitlichen Effekt des Sports bis ins Alter.
In synonym verwendeten Begriffen – wie „Körperertüchtigung“, „Leibesübung“ oder „Körperkultur“ – wird deutlich, dass sportliche Betätigung auch unter Aspekten der Hygiene und Gesundheit als essentiell anzusehen ist.

## Sportwettbewerb
Im Sport ist der Wettkampf ein wesentliches Element. Sport ist in seiner heutigen Ausprägung überwiegend eine Wettkampfkultur. Teilweise wird der Begriff Sport sogar als Synonym für Wettbewerb gebraucht.
Sport in seinem Verständnis als Streben nach dem Citius, altius, fortius („schneller, höher, stärker“) legte eine besondere Betonung auf das Leistungs- und Wettkampfprinzip. Für den Sport in seiner ursprünglichen Bedeutung war der spielerische und inszenierte Wettbewerb ein konstituierendes Element. Damit stand der Sport und damit der sportliche Wettkampf anfangs in Abgrenzung zu anderen Konzepten der Körper- und Bewegungskultur, wie dem Turnen und der Gymnastik bzw. der heutigen Fitnessbewegung, bei denen es weniger stark um Wettbewerb ging (bzw. geht), bei denen stattdessen stärker das gemeinschaftliche Trainieren oder das Erleben des Körpers bzw. die Ertüchtigung der Leistungsfähigkeit oder der Spaßfaktor im Vordergrund stehen. Heute umfasst der Begriff Sport (in einer erweiterten Bedeutung) weithin alle Bereiche der Bewegungskultur, aber seit der Etablierung des Konzepts Sports im ausgehenden 19. Jahrhundert hat auch insgesamt das Wettbewerbsprinzip in der Bewegungskultur an Bedeutung gewonnen.
Bei einem Sportwettkampf treten mehrere Teilnehmer (bei Sportlern ihre Leistungen) gegeneinander an und messen sich miteinander, wobei ein Ergebnis ermittelt wird. Dies kann im direkten Vergleich oder aber bei einer größeren Menge von Teilnehmern durch einen Ausscheidungsmodus in Vorrunden geschehen. Der Sieger geht dann im Finale aus den Besten der Vorrunden hervor (siehe Turnierform).

### Training
Training im Sport ist die regelmäßige körperliche Bewegung (Belastung) zum Zwecke der Leistungssteigerung bzw. zur Erhaltung der sportlichen Leistungsfähigkeit auf der Basis von Wachstumsprozessen. Systematisches Training zielt darauf, möglichst langfristig stabile Anpassungserscheinungen, d. h. Trainingseffekte zu erzielen.
Die Menschen in Deutschland treiben etwas mehr Sport als früher: 34 Minuten verbringen Menschen ab 10 Jahren durchschnittlich pro Tag mit Sport, wie das Statistische Bundesamt (Destatis) nach Ergebnissen der Zeitverwendungserhebung 2022 mitteilte. Das waren täglich 5 Minuten mehr als zehn Jahre zuvor.
Als Trainingslager werden Aufenthalte bezeichnet, in denen sich Sportler intensiv auf einen bevorstehenden Wettkampf vorbereiten. Die Periodisierung des sportlichen Trainings sorgt dafür, dass Training über einen längeren Zeitraum so organisiert ist, dass es im Sinne der Superkompensation Über- und Unterbelastungen vermeidet.
Zu den Trainingsarten zählen u. a. Ausdauertraining, Intervalltraining, Training der intramuskulären Koordination, Hypertrophietraining, Krafttraining, Schnellkrafttraining, Beweglichkeitstraining, Konditionstraining, Koordinationstraining, Fitnesstraining und Konzentrationstraining.

## Sportarten
Sportarten sind grobe Einteilungen in Gattungsbegriffe und können nach bestimmten Gesichtspunkten in verschiedene Kategorien unterteilt werden. Es gibt aber keine offiziellen Klassifikationen.

### Einige Ordnungsmöglichkeiten
| Klassifikation             | Sportart |
| -------------------------- | --- |
| Organisationsform          | Individualsport, Mannschaftssport |
| Sportgerät                 | Ballsport, Gerätturnen, Hockeysport, Radsport, Rollsport, Skisport, Sportschießen |
| Austragungsort             | Bergsport, Feldsport, Hallensport, Luftsport, Rasensport, Strandsport, Wassersport |
| Jahreszeit                 | Sommersport, Wintersport |
| Art der Durchführung       | Ausdauersport, Extremsport, Kraftsport, Präzisionssport, Sportspiel, Sprint |
| Art der Auseinandersetzung | Kampfsport, Rennsport |
| Region                     | (ursprünglich) autochthone Sportarten: Baumstammwerfen, Bogenschießen, Ringen |
| Hauptbeanspruchung (Typ)   | Denksport, körperlicher Sport, Motorsport, Tiersport (z. B. Pferdesport und Hundesport) |
| Zweck und Intensität       | Breitensport und Leistungssport |
| Teilnehmer                 | Amateursport, Arbeitersport, Betriebssport, Behindertensport, Feuerwehrsport, Hochschulsport, Jugendsport, Militärsport, Polizeisport, Profisport, Seniorensport, Frauensport (z. B. Roller Derby), Männersport (z. B. Skifliegen) |

Eine Sportart kann auch in mehreren Kategorien auftauchen: Radpolo etwa ist sowohl eine Ball- als auch eine Radsportart.

### Olympische Sportarten
Die Anzahl der olympischen Sportarten befindet sich in einem stetigen Wandel. Bei den Sommerspielen 2016 waren 41 Sportarten aus 28 Verbänden, bei den Winterspielen 15 Sportarten aus 7 Verbänden zugelassen.(Stand: Februar 2016)

## Sportdisziplinen
Sportdisziplinen sind die Feineinteilung jeder Sportart. Jede Sportdisziplin formt den Körper der Sportler durch permanentes Training auf spezifische, von der Disziplin geforderte Leistungsniveaus. So sind die Leistungsanforderungen an einzelne Körperteile bei der Disziplin Tennis völlig andere als beim Boxen.
Einzelne Sportarten können in folgende Sportdisziplinen unterteilt werden:
| Sportart       | einige Sportdisziplinen |
| -------------- | --- |
| Ballsport      | Badminton, Baseball, Basketball, Cricket, Fußball, Golf, Handball, Hockey (Eishockey, Feldhockey), Rugby, Tennis, Tischtennis |
| Kampfsport     | Boxen, Judo, Karate, Ringen |
| Leichtathletik | Laufsport (Sprint, Mittelstreckenlauf, Langstreckenlauf, Marathonlauf, Hürdenlauf, Hindernislauf, Staffellauf, Gehen), Hochsprung, Stabhochsprung, Weitsprung, Dreisprung, Kugelstoßen, Diskuswurf, Hammerwurf, Speerwurf, Mehrkampf (Siebenkampf, Zehnkampf) |
| Luftsport      | Ballonsport, Drachenfliegen, Fallschirmspringen, Gleitsegeln, Kunstflug, Segelflug |
| Pferdesport    | Dressurreiten, Jagdreiten, Springreiten, Vielseitigkeitsreiten |
| Turnen         | Barrenturnen, Bodenturnen, Kunstturnen, Seitpferdturnen, Trampolinturnen |
| Wassersport    | Kanusport, Motorbootrennen, Rudern, Schwimmsport, Segeln, Wasserball, Wasserski, Wellenreiten |
| Wurfsport      | Diskuswurf, Kugelstoßen, Hammerwurf, Speerwurf |

Teilweise besitzen einzelne Disziplinen noch weitere Unterarten wie beim Schwimmsport (Brustschwimmen, Kraulschwimmen, Lagenschwimmen, Rückenschwimmen, Schmetterlingsschwimmen, Wasserball, Wasserspringen). Im Laufsport gibt es z. B. Wettbewerbe über 100, 200, 400, 800, 1500, 5000 und 10.000 Meter. Teilweise werden auch verschiedene Stilarten der Ausübung (z. B. die Einzellagen im Schwimmsport), des Sportgeräts (z. B. verschiedene Sportwaffen im Schießsport), unterschiedliche Mannschaftsgrößen (z. B. Einer-, Zweier- und Viererteams beim Bobfahren oder Kanusport) als einzelne Disziplinen ausgetragen.
Sportarten und Sportdisziplinen erfordern laut Deutschem Olympischen Sportbund (DOSB) eigene sportartbestimmende motorische Aktivitäten, bei denen Bewegung zum Selbstzweck ausgeführt wird und ethische Werte wie Fair Play, Chancengleichheit oder Unverletzlichkeit der Person unter Beachtung von Wettkampfregeln eingehalten werden müssen.

## Sportwissenschaft
Die Sportwissenschaft ist eine interdisziplinäre Wissenschaft (Querschnittswissenschaft), die Erscheinungsformen im Bereich von Sport und Bewegung zum Gegenstand hat. Die Sportwissenschaft greift auf eine Reihe anderer Wissenschaften zurück und hat entsprechend spezialisierte Einzeldisziplinen herausgebildet. Häufig wird auch von Sportwissenschaften gesprochen. Der Ursprung der auf den Sport bezogenen Wissenschaften (sciences appliquées aux sports) reicht bis in die Renaissance zurück, aber erst gegen Ende des 19. Jahrhunderts hat sich eine eigenständige Sportwissenschaft herausgebildet.
In den Sportwissenschaften sind unter vielen anderen die Disziplinen Biomechanik, Bewegungswissenschaft, Sport und Technik, Sportdidaktik, Sportethik, Sportgeschichte, Sportinformatik, Sportjournalistik, Sportmedizin, Sportökologie, Sportökonomie, Sportpädagogik, Sportphilosophie, Sportpsychologie, Sportrecht, Sportsoziologie und Trainingswissenschaft von Bedeutung.

## Sportpolitik
Im Zuge einer Debatte um die mögliche Aufnahme des Sports als Staatsziel in das deutsche Grundgesetz fasste der ehemalige Bundesverfassungsrichter Dieter Grimm die positiven und negativen gesellschaftlichen Auswirkungen des Sports folgendermaßen zusammen:
„Sport trägt zum Zusammenhalt der Gesellschaft bei, sät aber auch Zwietracht. Sport fördert die Völkerverständigung, ist aber auch für Nationalismus anfällig. Sport hält zur Fairness an, wird aber auch Anknüpfungspunkt für Gewalt. Sport leistet einen wichtigen Beitrag zur Gesundheitsvorsorge, er ist aber auch Quelle großer gesundheitlicher Schäden und ihrer sozialen Folgekosten. Da es im Sport längst nicht mehr nur um Ruhm, sondern auch um Geld geht, zieht er unlautere Praktiken an. Doping ist nur die sichtbarste.“
Aktivitäten und Anlagen mancher Sportarten können sich belastend auf Natur und Umwelt auswirken. Es gibt Möglichkeiten, solche Konflikte zu vermeiden oder auf ein tragbares Maß zu mindern.

### Sportförderung
Die Sportförderung des Spitzensport liegt in der Zuständigkeit des Bundes. Für den Schulsport sind die Bundesländer zuständig und die Errichtung und der Unterhalt von Sportstätten liegt in der Verantwortung der Kommunen (mit Zuschüssen der Länder).
Die konkrete Ausgestaltung der Förderung des Sports ist durch die Bundesländer über Sportfördergesetze geregelt.

## Sportmedien
Sportmedien haben seit dem Beginn des 20. Jahrhunderts erheblich zur Popularisierung des Sports als Kulturträger beigetragen.
In Deutschland gibt es spezialisierte Sportzeitschriften, Fernsehsender und Internet-Streaminganbieter. Die auflagenstärkste Sportzeitschrift ist die Sport Bild. Auch das Magazin Kicker erzielt eine große Reichweite. Im frei empfangbaren Fernsehen überträgt Sport1 Sportveranstaltungen. Sendungen wie die Sportschau oder Das aktuelle Sportstudio erzielen hohe Einschaltquoten. Im Bezahlfernsehen bzw. als Streamingdienst zeigen Sportdigital, Dyn und MagentaTV Liveereignisse. Zahlreiche große Sportvereine betreiben eigene Informationsplattformen im Internet.
Zugelassene internationale Anbieter von TV- und Streamingdiensten im Sportbereich sind Eurosport, Sky, DAZN und Amazon Prime. Sky Sport News HD berichtet rund um die Uhr über aktuelle Nachrichten.

## Sportfans
Neben der aktiven Sportausübung hat das Verfolgen von Sportwettkämpfen als Zuschauer am Austragungsort oder über die Massenmedien einen wichtigen gesellschaftlichen Stellenwert. Leistungssportler und Profimannschaften werden nicht selten als Idole verehrt. Die extreme Identifikation mit Sportlern führt zum Phänomen des Sportfan. Insbesondere im Fußballsport hat sich speziell im europäischen Raum ein Passiv-Sportkult gebildet, der von Fußballfans, „Ultras“ und Fußballrowdys („Hooligans“) gepflegt wird. Solch eine Fankultur konzentriert sich in verschiedenen Ländern oft auf unterschiedliche Sportarten.

## Abgrenzung zum Spiel
Sport lässt sich als eine bestimmte Weise zu spielen verstehen. Sportarten beruhen auf erkennbarem körperlichen Handeln durch Bewegung des Menschen. Unter Sport werden die „verschiedenen, nach Regeln betriebenen Leibesübungen [verstanden], die sowohl im kleinen privaten Rahmen ausgeübt als auch über große und zum Teil weltweite Organisationen und Institutionen veranstaltet werden“. Diese Definition ist für einige Sportarten zu eng, wie das Beispiel des Schach zeigt. Spiel grenzt sich vom Sport insbesondere dadurch ab, dass letzterer zur körperlichen Fitness oder als Beruf (Berufssportler) betrieben wird. Spielen läuft ebenfalls nach Regeln (Spielregeln) ab, jedoch steht hier das spielerische Element im Vordergrund: so ist Kegeln ein Spiel, Sportkegeln dagegen ein Sport. Das Bundesverwaltungsgericht (BVerwG) kam zu folgender Definition: „Die Abgrenzung wird im Allgemeinen danach erfolgen, dass Sport regelmäßig auf die Erhaltung und ggf. Steigerung der Leistungsfähigkeit zielt, während beim Spiel Zeitvertreib, Entspannung und Zerstreuung im Vordergrund stehen.“ Beide haben meist gemeinsam, dass im Kern der Betätigung der Wettkampf mit dem Ziel des Sieges im Vordergrund steht.